# Província d'Argeș
La província d'Argeș (IPA: ['ar.ʤeʃ]) és un județ, una divisió administrativa de Romania, a Valàquia, amb capital a la ciutat de Pitești.

## Límits
- Província de Dâmbovița a l'est.
- Província de Vâlcea i província d'Olt a l'oest.
- Província de Sibiu i província de Brașov al nord.
- Província de Teleorman al sud.

## Demografia
El 2002, tenia 652,625 i la densitat de població was 95/km².
- Romanesos - 96%[1]
- Rroma, i altres.

| Any  | Població |
| ---- | -------- |
| 1948 | 448,964  |
| 1956 | 483,741  |
| 1966 | 529,833  |
| 1977 | 631,918  |
| 1992 | 681,206  |
| 2002 | 652,625  |

## Divisió administrativa
La província té 3 municipalitats, 4 ciutats i 95 comunes.

### Municipalitats
- Piteşti
- Câmpulung
- Curtea de Argeș

### Ciutats
- Mioveni
- Costești
- Topoloveni
- Ștefănești

### Comunes
| - Albeştii de Argeş - Albeştii de Muscel - Albota - Aninoasa - Arefu - Băbana - Băiculeşti - Bălileşti - Bârla - Bascov - Beleţi-Negreşti - Berevoeşti - Bogaţi - Boteni - Boţeşti - Bradu - Brăduleţ - Budeasa - Bughea de Jos | - Buzoeşti - Căldăraru - Călineşti - Căteasca - Cepari - Cetăţeni - Cicăneşti - Ciofrângeni - Ciomăgeşti - Cocu - Corbeni - Corbi - Coşeşti - Cotmeana - Cuca - Dâmbovicioara - Dârmaneşti - Davideşti - Dobreşti | - Domneşti - Drăganu - Dragoslavele - Godeni - Hârseşti - Hârtieşti - Izvoru - Leordeni - Lereşti - Lunca Corbului - Mălureni - Mărăcineni - Merişani - Miceşti - Mihaeşti - Mioarele - Miroşi - Morăreşti - Moşoaia | - Mozăceni - Muşăteşti - Negraşi - Nucşoara - Oarja - Pietroşani - Poiana Lacului - Poienarii de Argeş - Poienarii de Muscel - Popeşti - Priboieni - Răteşti - Recea - Rociu - Rucăr - Sălătrucu - Schitu Goleşti - Slobozia - Stâlpeni | - Ştefan cel Mare - Stoeneşti - Stolnici - Şuici - Suseni - Teiu - Tigveni - Ţiţeşti - Uda - Ungheni - Valea Danului - Valea Iaşului - Valea Mare-Pravăţ - Vedea - Vlădeşti |